# Chiesa di San Pietro (Magonza)
La chiesa di San Pietro, in tedesco Sankt Peterskirche è una chiesa di Magonza, in Germania.
Rappresenta il miglior esempio in città dell'Architettura barocca secondo l'influsso del rococò.

## Storia e descrizione

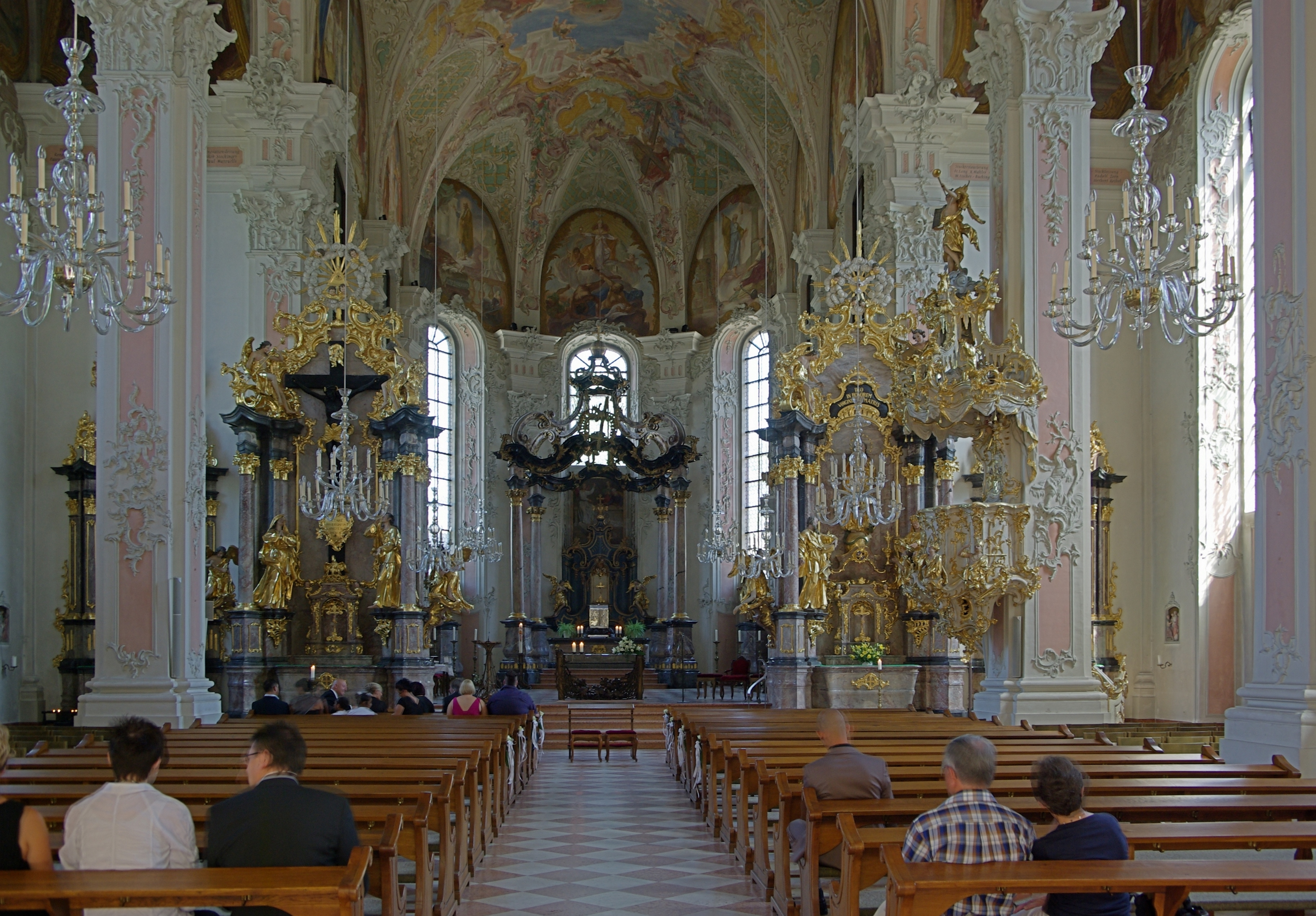
L'interno.

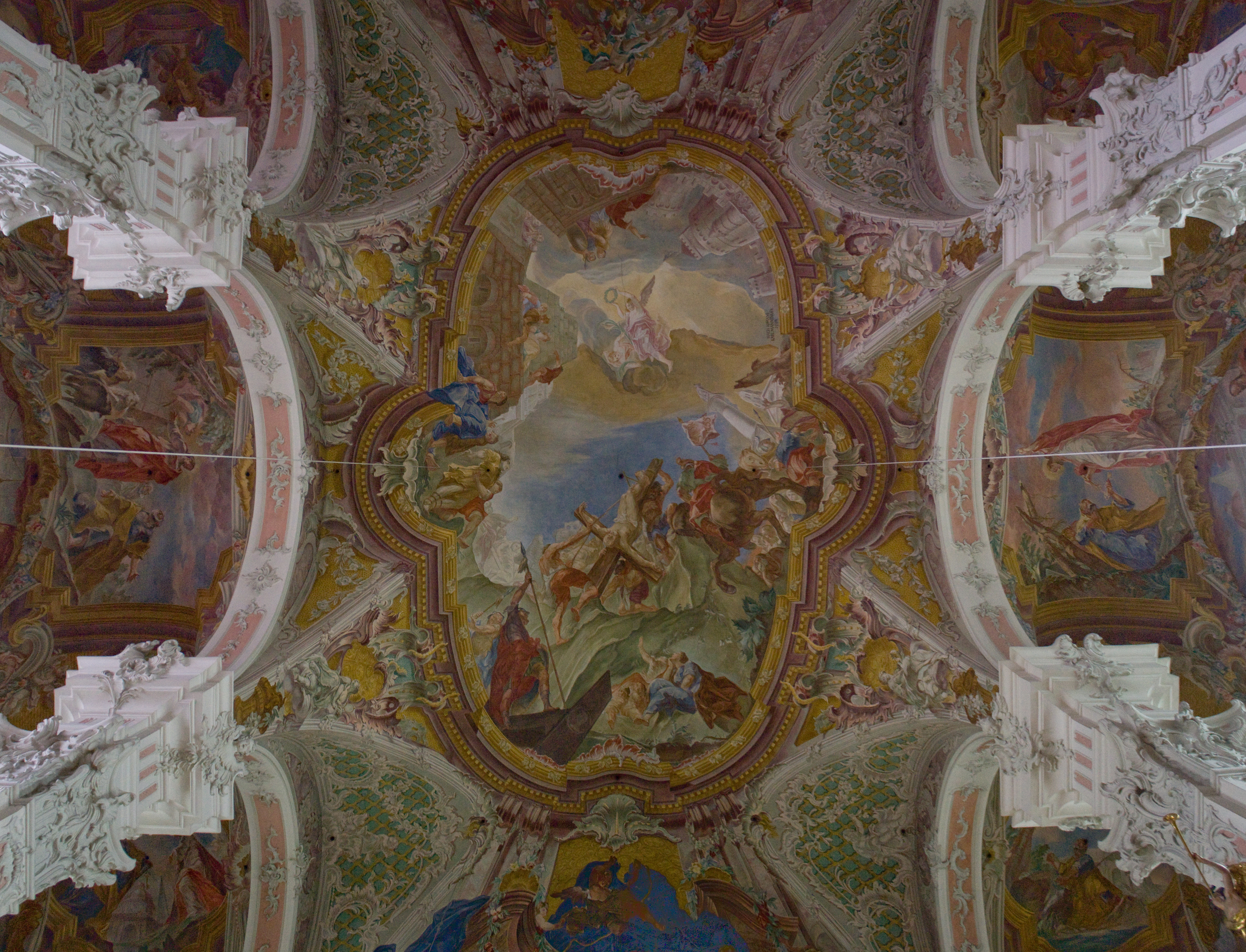
Le volte affrescate.

### Origini
Una prima chiesa in questo luogo venne eretta nel 944 dall'arcivescovo Federico di Magonza, messo sul trono episcopale dal duca Gilberto di Lotaringia.
L'edificio venne costruito fuori dalle mura a nord della città come Collegiata, luogo non solo destinato al culto ma anche all'amministrazione episcopale, col nome di Odenmünster o Sainte-Marie-underm-Münster.
Durante la guerra dei trent'anni fu totalmente distrutta dai tiri Svedesi durante l'Assedio di Magonza del 1631.

### Ricostruzione barocca
La ricostruzione avvenne solo nel 1749 per volere dell'arcivescovo Johann Friedrich Karl von Ostein, che ne commissionò l'opera all'architetto della corte elettorale, Johann Valentin Thoman.
Thomas concepì un edificio di stile rococò con facciata a ordini sovrapposti impostata fra due alte torri gemelle con coronamento a bulbo. Il cantiere si svolse a partire dal 1749 e la chiesa venne consacrata il 2 maggio 1756. Tuttavia la sua decorazione si protrasse fino al 1762.
L'interno è in puro stile rococò, affrescato da Giuseppe Appiani fra il 1752 e il 1755 (rifatti dopo la guerra), conserva importanti opere d'arte dell'epoca che vanno dal grande organo dello stesso Thoman, al pulpito ligneo bianco e oro di Johann Forster. Il mobilio, altari, stalli del coro, confessionali e boiserie sono dell'ebanista di corte Franz Anton Hermann, autore già degli stalli del Duomo. Fra gli altari lignei laterali spicca quello della Croce, Kreuzaltar, a sinistra, con un crocifisso del XVI secolo di Hans Backoffen.
Nel 1813, sotto l'occupazione francese, la chiesa venne convertita in scuderie. Dal 1814 divenne la chiesa della guarnigione prussiana, standoci fino al 1918, quando accolse anche la parrocchia di San Pietro.
Nel 1944-45 la chiesa venne molto danneggiata dai bombardamenti, e venne ricostruita negli anni '50. La decorazione pittorica dei soffitti, venne rifatta negli anni '70.